# Kedungwaringin (Tanah Sereal)
Kedungwaringin is een bestuurslaag in het regentschap Kota Bogor van de provincie West-Java, Indonesië. Kedungwaringin telt 21.315 inwoners (volkstelling 2010).